# アルベルティ・バス
アルベルティ・バス（ドイツ語: Alberti-Bass, イタリア語: Basso albertino, 英語: Alberti bass）は、伴奏の書法の一つで、古典派音楽で多用された。イタリアの後期バロック音楽の作曲家のドメニコ・アルベルティが愛用したため、この名が付いたが、アルベルティが開発した書法というわけではない。
アルベルティ・バスは、低声部に分散和音ないしはアルペッジョを用いた伴奏の一種で、3音からなる和音を1拍から数拍の間に単音で下 - 上 - 中 - 上と演奏する（たとえばドソミソ）ようにパターン化され、これを繰り返す。通常はピアノやその前身楽器など、鍵盤楽器のための楽曲の左手に利用されるが、バルトークが《弦楽四重奏曲 第5番》の終わりに用いたように、まれに鍵盤楽器以外に用例が見受けられることもある。
最も有名な用例は、モーツァルトの『ピアノ・ソナタ第16番ハ長調 K.545』の第1楽章の冒頭である（以下の譜例を参照）。